# Diócesis de Siros
La diócesis de Siros (en latín: Dioecesis Syrensis y en griego: Ρωμαιοκαθολική Επισκοπή Σύρου) es una circunscripción eclesiástica de la Iglesia católica en Grecia. Se trata de una diócesis latina, sufragánea de la arquidiócesis de Naxos, Andros, Tenos y Miconos. Desde el 11 de abril de 2025 es sede vacante y su administrador apostólico es el arzobispo Sevastianos Rossolatos.

## Territorio y organización

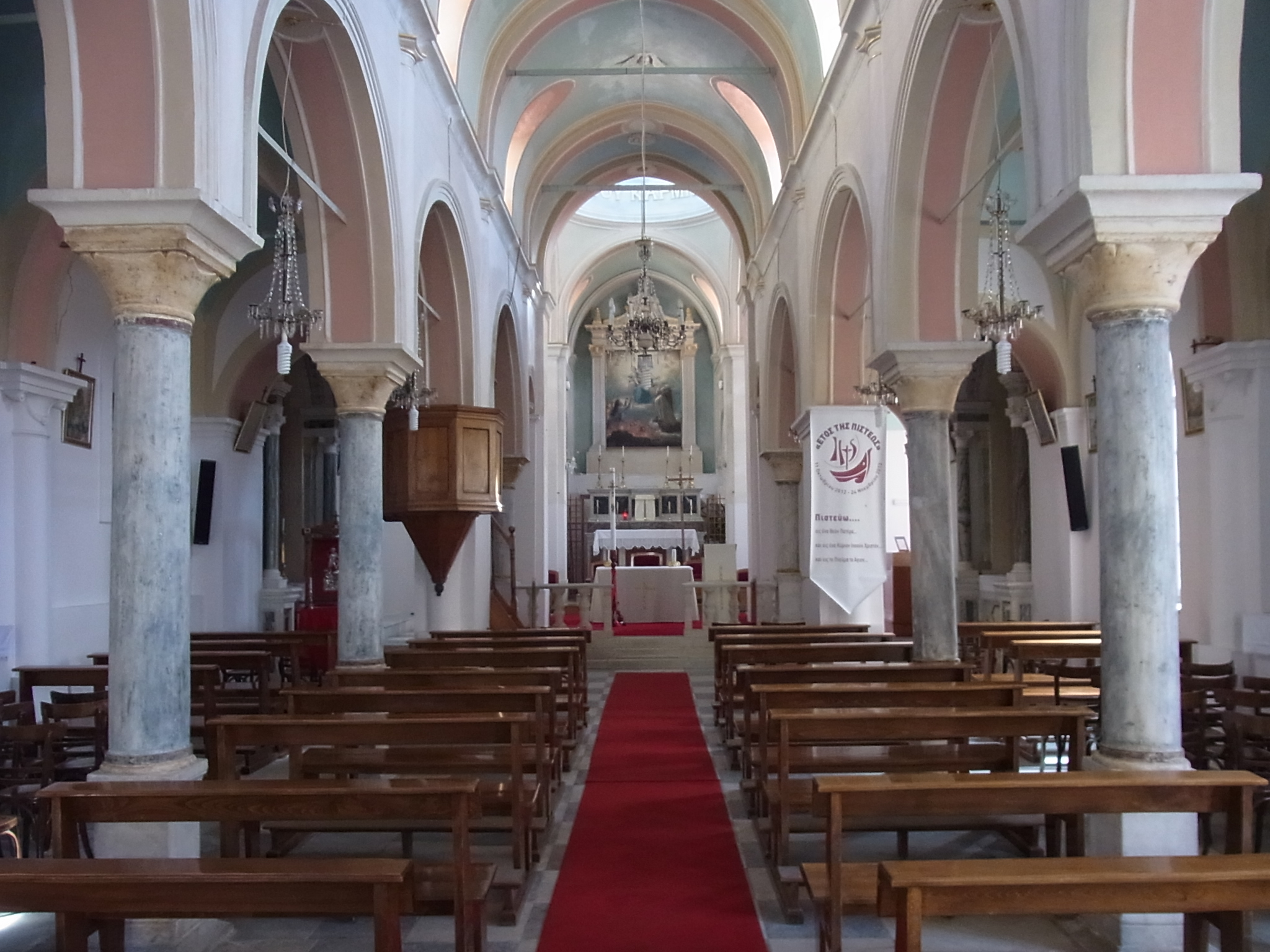
Iglesia de San Juan, en Ano Syros

La diócesis tiene aproximadamente 102 km² y extiende su jurisdicción sobre los fieles católicos de rito latino residentes en la islas de Siros y en la deshabitada isla de Giaros, pertenecientes a las Cícladas en la periferia de Egeo Meridional. La diócesis de Milo está integrada en la de Siros y comprende las islas de Milo, Kímolos, Ceos, Citnos, Serifos y Sifnos, sumando entre ambas diócesis 633 km².
La sede de la diócesis se encuentra en la ciudad de Ermúpoli, unida a la cual se encuentra la localidad de Ano Syros en donde se halla la Catedral de San Jorge, construida en 1170 en la cima de una colina. 
En 2022 en la diócesis existían 13 parroquias (sin incluir las 2 parroquias de la diócesis de Milo).

## Historia
Luego de la captura de Constantinopla por los cruzados en 1204, los venecianos expulsaron a los bizantinos y capturaron Siros y otras islas y fundaron el Ducado de Naxos en 1207, que pasó a ser vasallo del Imperio latino de Constantinopla. Los habitantes de Siros se convirtieron al catolicismo, pero conservaron la lengua griega. También se conservó una pequeña parroquia ortodoxa, San Nicolás "el Pobre".
La diócesis actual es el resultado de sucesivas consolidaciones a lo largo del tiempo de territorios de diversos distritos eclesiásticos, surgidos durante la época veneciana. A principios del siglo XIII se erigió la diócesis latina de Siros, que comprendía únicamente las islas de Siros y Giaros. Desde su fundación.
En 1522 Siros fue capturada por el Imperio otomano, tras lo cual los griegos establecieron en 1537 la diócesis ortodoxa de Ceos, Citnos y Siros. El 2 de octubre de 1617 los otomanos asesinaron al obispo veneciano Ioannis Andreas Kargas, quien se negó a convertirse al islam. 
En 1625 se registraron 67 iglesias latinas en la isla de Siros y la población de la isla alcanzó la cifra de unos 4000 habitantes, todos católicos; solo unos 70 hombres de rito bizantino estaban registrados. En 1701 la situación cambió ligeramente: había 4 iglesias latinas, incluida la Catedral de San Jorge, se contaban 30 sacerdotes y casi 800 familias católicas.
Durante el período del otomano los turcos solo llegaban para recaudar impuestos, debido a la protección de Francia, por lo que en 1744, por demanda popular, el obispo recibió la administración de la isla de Siros, cargo que ocupó hasta la fundación del Reino de Grecia. En 1746 había unos 2000 católicos, pero desde la guerra de Independencia de Grecia los cristianos ortodoxos griegos también llegaron a la isla buscando refugio de las masacres otomanas, formando luego la clase media alta urbana que fundó Ermúpoli, mientras que la población católica asumió el papel de la población rural griega.
Tras la independencia de Grecia del Imperio otomano, a partir del 19 de agosto de 1834 los obispos de Siros, como delegados apostólicos, recibieron la responsabilidad pastoral sobre los pocos católicos latinos de la nueva nación, cuyo territorio, desde el punto de vista eclesiástico, se obtuvo del vicariato apostólico de Constantinopla (hoy vicariato apostólico de Estambul). El mismo obispo también se ocupó de los católicos de Creta, cuyas diversas sedes episcopales estaban vacantes desde mediados del siglo XVII.
En 1887 fueron inscritos en la diócesis de Siros 7000 católicos, de un total de 40 000 habitantes, con 6 parroquias y 11 iglesias y oratorios; hay 25 sacerdotes en total. La diócesis también administraba 6 escuelas con un total de 500 alumnos y un seminario con 14 seminaristas.
A finales del siglo XIX la diócesis de Milo fue entregada en administración perpetua a los obispos de Siros y se integró completamente en la diócesis, manteniendo solo nominalmente su categoría de diócesis separada.
Desde el 22 de febrero de 1947 Siros está unida in persona episcopi a la diócesis de Santorini, y desde 1952 el obispo es también administrador apostólico sede vacante de la diócesis de Creta.

## Estadísticas
Según el Anuario Pontificio 2023 la diócesis (incluyendo los datos de la diócesis de Milo) tenía a fines de 2022 un total de 6000 fieles bautizados.
| Año                                                                             | Población | Población | Población      | Sacerdotes | Sacerdotes | Sacerdotes | Católicos por sacerdote | Diáconos permanentes | Religiosos | Religiosos | Parroquias y cuasiparroquias |
| Año                                                                             | Católicos | Total     | % de católicos | Total      | Diocesanos | Regulares  | Católicos por sacerdote | Diáconos permanentes | Masculinos | Femeninos  | Parroquias y cuasiparroquias |
| ------------------------------------------------------------------------------- | --------- | --------- | -------------- | ---------- | ---------- | ---------- | ----------------------- | -------------------- | ---------- | ---------- | ---------------------------- |
| 1950                                                                            | 7400      | 22 000    | 33.6           | 23         | 19         | 4          | 321                     |                      | 4          | 12         | 11                           |
| 1970                                                                            | 7540      | 19 600    | 38.5           | 21         | 19         | 2          | 359                     |                      | 3          | 25         | 11                           |
| 1980                                                                            | 7440      | 32 800    | 22.7           | 21         | 17         | 4          | 354                     |                      | 11         | 8          | 11                           |
| 1990                                                                            | 7770      | 34 950    | 22.2           | 16         | 13         | 3          | 485                     |                      | 8          | 6          | 15                           |
| 1999                                                                            | 6246      | 31 302    | 20.0           | 11         | 10         | 1          | 567                     |                      | 7          | 7          | 15                           |
| 2000                                                                            | 6271      | 31 302    | 20.0           | 11         | 10         | 1          | 570                     |                      | 7          | 7          | 15                           |
| 2001                                                                            | 6657      | 31 302    | 21.3           | 11         | 10         | 1          | 605                     |                      | 7          | 12         | 15                           |
| 2002                                                                            | 6770      | 31 302    | 21.6           | 11         | 10         | 1          | 615                     |                      | 7          | 12         | 15                           |
| 2003                                                                            | 6702      | 31 302    | 21.4           | 11         | 10         | 1          | 609                     |                      | 8          | 10         | 15                           |
| 2004                                                                            | 6732      | 31 302    | 21.5           | 11         | 10         | 1          | 612                     |                      | 8          | 10         | 15                           |
| 2010                                                                            | 6831      | 31 302    | 21.8           | 12         | 9          | 3          | 569                     |                      | 10         | 8          | 15                           |
| 2014                                                                            | 7017      | 31 302    | 22.4           | 12         | 10         | 2          | 584                     |                      | 8          | 7          | 15                           |
| 2017                                                                            | 6345      | 31 300    | 20.3           | 14         | 11         | 3          | 453                     |                      | 5          | 5          | 15                           |
| 2020                                                                            | 6000      | 31 300    | 19.2           | 14         | 11         | 3          | 428                     |                      | 5          | 6          | 15                           |
| 2022                                                                            | 6000      | 31 300    | 19.2           | 10         | 7          | 3          | 600                     |                      | 4          | 6          | 15                           |
| Fuente: Catholic-Hierarchy, que a su vez toma los datos del Anuario Pontificio. |           |           |                |            |            |            |                         |                      |            |            |                              |

## Episcopologio
- Pietro, O.Cist. † (1275-1292)
- Teodorico † (1294-1324/1328)

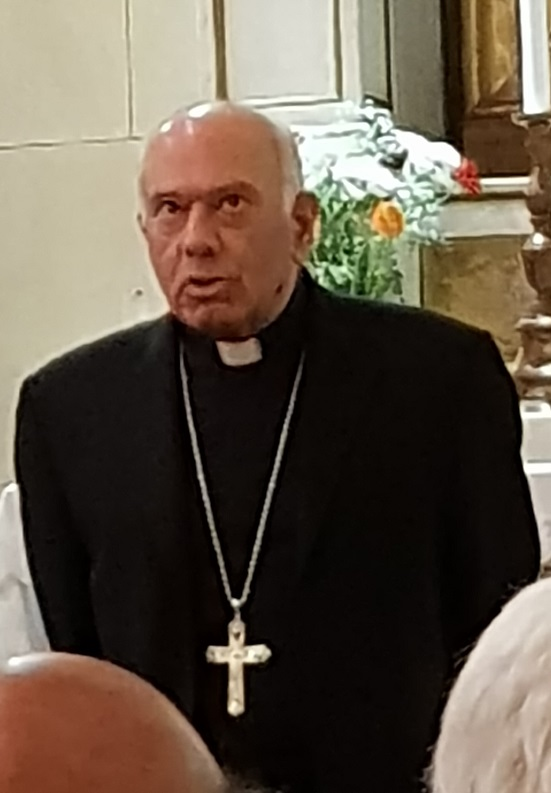
Arzobispo Sevastianos Rossolatos, administrador apostólico de Siros desde 2025

- Giacomo de Dinamarca † (10 de mayo de 1312-?)
- Angelino † (1350-?)
- Giovanni Canali, O.F.M. † (1364)
- Francesco †
- Gualtiero di Polema, O.F.M. † (1398-12 de febrero de 1410 nombrado obispo de Milo?)
- Pantaleone † (12 de febrero de 1410-2 de mayo de 1418 nombrado obispo de Naxos)
- Nicola, O.Carm. † (10 de enero de 1419-1420)
- Antonio, O.P. † (4 de septiembre de 1420-1440)
- Paolo † (? falleció)
- Giovanni, O.E.S.A. † (13 de octubre de 1455-? falleció)
- Benedetto di Adria, O.P. † (16 de noviembre de 1450-? falleció)
- Antonio di Medio † (25 de junio de 1501-1537 falleció)
- Nicola di Veglia † (14 de mayo de 1537-1554 falleció)
- Nicola Guasco † (13 de abril de 1554-?)
- Benedetto di Chio, O.P. † (22 de agosto de 1583-1591 falleció)
- Agostino Gisolfi, O.P. † (23 de septiembre de 1592-1607 falleció)
- Giovanni Andrea Carga, O.P. † (30 de julio de 1607-2 de octubre de 1617 falleció)
- Giovanni Girardi, O.F.M.Obs. † (7 de enero de 1619-1624 falleció)
- Domenico Marengo, O.F.M.Obs. † (27 de octubre de 1625-1645 falleció)
- Giovanni Mihele de Curtis, O.Carm. † (6 de mayo de 1647-junio de 1655 renunció)
- Giuseppe Guarci † (3 de agosto de 1655-1690 falleció)
- Antonio Giustiniani † (8 de febrero de 1694-24 de enero de 1701 nombrado arzobispo de Naxos)
- Michele Caro † (12 de febrero de 1703-18 de septiembre de 1707 falleció)
  - Nicola de Camillis † (7 de mayo de 1710-1710 falleció) (obispo electo)
- Nicola Portoghese, O.F.M.Ref. † (1 de octubre de 1710-1728 falleció)
- Giovanni Francesco Bossi, O.F.M.Conv. † (28 de noviembre de 1729-22 de noviembre de 1730 nombrado arzobispo de Naxos)
- Antonio Maturi, O.F.M. † (21 de mayo de 1731-13 de abril de 1733 nombrado arzobispo de Naxos)
- Emmanuele Caranza † (13 de abril de 1733-junio de 1734 falleció)
- Dario de Longhis † (25 de mayo de 1735-27 de julio de 1748 renunció)
- Antonio Maturi, O.F.M. † (21 de julio de 1749-21 de agosto de 1751 falleció) (por segunda vez)
- Giacinto Giustiniani, O.P. † (15 de mayo de 1752-1786 renunció)
- Giovanni Battista Fonton, O.F.M.Conv. † (24 de julio de 1786-16 de marzo de 1799 nombrado vicario apostólico de Constantinopla)
- Giovanni Battista Russin † (5 de octubre de 1800-14 de septiembre de 1824 renunció)
  - Sede vacante (1824-1830)
- Luigi Blancis, O.F.M.Ref. † (15 de marzo de 1830-30 de octubre de 1851 falleció)
- Giuseppe Maria Alberti † (30 de octubre de 1851 por sucesión-18 de marzo de 1880 falleció)
- Teofilo Massucci, O.F.M. † (1 de octubre de 1880-18 de febrero de 1895 renunció)
- Teodoro Antonio Polito † (27 de marzo de 1895-11 de junio de 1901 nombrado arzobispo de Corfú)
- Domenico Darmanin † (18 de junio de 1901-4 de marzo de 1912 nombrado arzobispo de Corfú)
- Antonio Macrioniti † (2 de julio de 1912-9 de diciembre de 1936 falleció)
- Antonio Gregorio Vuccino, A.A. † (9 de junio de 1937-22 de febrero[3] de 1947 nombrado arzobispo de Corfú, Zacinto y Cefalonia)
- Georges Xenopulos, S.I. † (22 de febrero[3] de 1947-27 de junio de 1974 retirado)
- Franghískos Papamanólis, O.F.M.Cap. † (27 de junio de 1974-13 de mayo de 2014 retirado)
- Petros Stefanou (13 de mayo de 2014-11 de abril de 2025 renunció)
  - Sevastianos Rossolatos, desde el 11 de abril de 2025 (administrador apostólico)